# 忆江南
忆江南，词牌名，初名《謝秋娘》，又名《江南好》、《望江南》、《春去也》、《梦江南》等。
單調，二十七字，五句、三平韻。北宋起开始有双调，实际不过是将单片重复而已。

## 異名
此詞最早乃李德裕為謝秋娘作，故名《謝秋娘》。因白居易詞有「能不憶江南」句而改今名，又因該詞「江南好」句，名《江南好》；因劉禹錫詞有「春去也，多謝洛城人」句，故又名《春去也》；因溫庭筠詞有「梳洗罷，獨倚望江樓」句，故又名《望江南》；因皇甫松詞有「閑夢江南梅熟日」句，故又名《夢江南》、《夢江口》；因溫庭筠詞，又名《望江樓》；因王安中詞有「安陽好，曲水似山陰」句，故又名《安陽好》；因張滋詞有「飛夢去，閑到玉京遊」句，故又名《夢仙遊》；因蔡真人詞有「鏗鐵板，閑引步虛聲」句，故又名《步虛聲》。此外還有《壺山好》、《望蓬萊》、《歸塞北》等異名。

## 词牌格式
註：
平表示平聲，
仄表示仄聲，
仄表示本仄可平，
平表示本平可仄，粗體表示韻腳。

### 正體
單調，二十七字，五句、三平韻。唐代該詞皆為此單調格式。

平平仄，平仄仄平平。仄仄平平平仄仄，平平平仄仄平平。平仄仄平平。

例词：
- 白居易

江南好，風景舊曾諳。日出江花紅勝火，春來江水綠如藍，能不憶江南？
江南憶，最憶是杭州，山寺月中尋桂子，郡亭枕上看潮頭，何日更重遊？
江南憶，其次憶吳宮，吳酒一杯春竹葉，吳娃雙舞醉芙蓉，早晚复相逢？
- 溫庭筠

千萬恨，恨極在天涯。山月不知心裡事，水風空落眼前花，搖曳碧雲斜。
梳洗罷，獨倚望江樓。過盡千帆皆不是，斜暉脈脈水悠悠，腸斷白蘋洲。
- 皇甫松

蘭燼落，屏上暗紅蕉。閒夢江南梅熟日，夜船吹笛雨蕭蕭，人語驛邊橋。
樓上寢，殘月下簾旌。夢見秣陵惆悵事，桃花柳絮滿江城，雙髻坐吹笙。
- 李煜

多少恨，昨夜夢魂中。還似舊時遊上苑，車如流水馬如龍，花月正春風。
多少淚，沾袖復橫頤。心事莫將和淚滴，鳳笙休向月明吹。腸斷更無疑。 
閑夢遠，南國正芳春。船上管弦江面綠，滿城飛絮混輕塵。愁殺看花人。 
閑夢遠，南國正清秋。千里江山寒色遠，蘆花深處泊孤舟。笛在月明樓。

### 變體一
雙調，五十四字，前後闕各五句、三平韻，一韻到底。這一格式至宋代才出現，即單調詞加一疊。

平平仄，平仄仄平平。仄仄平平平仄仄，平平平仄仄平平。平仄仄平平。

平平仄，平仄仄平平。仄仄平平平仄仄，平平平仄仄平平。平仄仄平平。

例词：
- 歐陽修

江南蝶，斜日一雙雙。身似何郎曾傅粉，心如韓壽愛偷香。天賦與輕狂。
微雨過，薄翅膩煙光。才伴遊蜂來小苑，又隨飛絮過東牆。長是為花忙。
- 歐陽修

江南柳，葉小未成蔭。人為絲輕那忍折，鶯嫌枝嫩不勝吟。留著待春深。
十四五，閒抱琵琶尋。階上簸錢階下走，恁時相見早留心。何況到如今。

### 變體二
雙調，五十九字，前後闕各五句、兩仄韻、兩平韻，且四換韻，見於馮延巳《陽春集》，實際與唐宋《憶江南》本調不同，僅調名相同。

仄仄平平平仄仄。仄仄平平，仄平平仄。仄平平仄仄平平。仄平平仄仄平平。
平平平仄平平仄。仄仄平平，仄仄平平仄。平平平仄仄平平。平平仄仄仄平平。

例词：
- 馮延巳

去歲迎春樓上月。正是西窗，夜涼時節。玉人貪睡墜釵雲。粉銷妝薄見天真。
人非風月長依舊。破鏡塵箏，一夢經年瘦。今宵簾幕颺花陰。空餘枕淚獨傷心。